# Тестирование псевдослучайных последовательностей
Тестирование псевдослучайных последовательностей — совокупность методов определения меры близости заданной псевдослучайной последовательности к случайной. В качестве такой меры обычно выступает наличие равномерного распределения, большого периода, равной частоты появления одинаковых подстрок и т. п.

## Теоретическая основа

### Принципы построения
Один из самых наглядных тестов — тест на равномерное распределение частот появления каждого символа. Пусть {\displaystyle \xi _{1},\xi _{2}...\xi _{n}} — последовательность длиной n и размерности m. Тогда частоты νi должны принадлежать отрезку {\displaystyle {\Bigl [}{\tfrac {n-2,58{\sqrt {n(2^{m}-1)}}}{2^{m}}};{\tfrac {n+2,58{\sqrt {n(2^{m}-1)}}}{2^{m}}}{\Bigr ]}}. Однако, большинство тестов используют другой метод — принятие или отклонение гипотезы о случайности последовательности, используя статистические распределения.
Зная вероятностные свойства истинно случайной последовательности, можно на их основе проверять гипотезу о том, насколько сгенерированная последовательность похожа на случайную. Для этого для каждого теста подбирается подходящая статистика, вычисляется её значения для идеальной и сгенерированной последовательности. Если разность этих значений превышает некоторое критическое значение, установленное заранее, то последовательность считается неслучайной. Для «хороших» последовательностей вероятность такого события крайне мала (допустим ~0,001 и обозначим её α). Однако, существует вероятность того, что «плохая» последовательность удовлетворит критерию и будет сделан вывод о её случайности (обозначим вероятность такого события β). На практике значения длины последовательности n, α и β связаны, задаётся α и подбирается n такое, чтобы минимизировать β.
Определим величину P-value как вероятность того, что идеальный генератор сгенерировал последовательность менее случайную, чем исследуемый. Тогда если P-value больше α, то исследуемая последовательность считается случайной и наоборот в противном случае.
Кратко шаги статистического тестирования можно изобразить в виде таблицы:
| № шага | Процесс                                              | Комментарии                                                        |
| ------ | ---------------------------------------------------- | ------------------------------------------------------------------ |
| 1      | Постановка гипотезы                                  | Предполагаем, что последовательность является случайной            |
| 2      | Вычисление статистики исследуемой последовательности | Тестирование на битовом уровне                                     |
| 3      | Вычисление P-value                                   | P-value{\displaystyle \in }[0; 1]                                  |
| 4      | Сравнение P-value с α                                | Задаем α в пределах [0,001; 0,01]; если P-value>α, то тест пройден |

### Интерпретация результатов
Пусть дана двоичная последовательность s. Требуется установить, проходит ли данная последовательность статистический тест или нет. Для этого используются несколько различных подходов:
- пороговое значение
- фиксированный диапазон значений
- значение вероятности

#### Пороговое значение
Данный подход заключается в подсчёте какой-либо статистической величины двоичной последовательности с(s) и его сравнении с некоторым пороговым значением. Если полученное значение с(s) меньше порогового значения, то последовательность s не проходит данный тест.

#### Фиксированный диапазон значений
Подход также заключается в подсчёте некоторой статистической величины двоичной последовательности с(s) как и в первом случае. Однако теперь мы говорим, что если с(s) выходит за пределы некоторого диапазона значений, то последовательность s не проходит данный тест.

#### Значение вероятности
Третий подход в определении того факта, что двоичная последовательность s проходит статистический тест, включает подсчёт не только статистической величины с(s), но и соответствующее ей значение вероятности p. Обычно подсчёт конкретной статистической величины производится таким образом, чтобы её большие значения предполагали неслучайный характер последовательности s. Тогда p есть вероятность получения значения с(s) большего либо равного значению с(s'), высчитанного для истинно случайной последовательности s'. Следовательно, малые значения вероятности p (обычно p < 0,05 или p < 0,01) могут быть интерпретированы как доказательство того, что s не является случайной. Таким образом, если для некоторого фиксированного значения a значение вероятности p < a, то двоичная последовательность s не проходит данный тест. Как правило, a принимает значения из интервала [0,001;0,01].

## Графические тесты
К этой категории относятся тесты, результаты которых отображаются в виде графиков, характеризующих свойства исследуемой последовательности. Среди них:
- гистограмма распределения элементов последовательности;
позволяет оценить равномерность распределения символов в последовательности и определить частоту повторения каждого символа;
- распределение на плоскости;
предназначено для определения зависимости между элементами последовательности;
- проверка серий;
позволяет определить равномерность отдельных символов в последовательности, а также равномерность распределения серий из k бит;
- проверка на монотонность;
служит для определения равномерности исходя из анализа невозрастающих и неубывающих подпоследовательностей;
- автокорреляционная функция;
предназначена для оценки корреляции между сдвинутыми копиями последовательностей и отдельных подпоследовательностей;
- профиль линейной сложности;
тест оценивает зависимость линейной сложности последовательности от её длины;
- графический спектральный тест;
позволяет оценить равномерность распределения бит последовательности на основании анализа высоты выбросов преобразования Фурье.

Результаты графических тестов интерпретируются человеком, поэтому на их основе выводы могут быть неоднозначными.

## Статистические тесты
В отличие от графических тестов, статистические тесты выдают численную характеристику последовательности и позволяют однозначно сказать, пройден ли тест. Наиболее известны следующие программные пакеты статистических тестов:
| № | Название                                                        | Автор                  | Организация                         |
| - | --------------------------------------------------------------- | ---------------------- | ----------------------------------- |
| 1 | Тесты NIST                                                      | Andrew Rukhin, et. al. | NIST ITL                            |
| 2 | TEST-U01                                                        | P.L’Ecuyer и др.       | Universit´e de Montr´eal            |
| 3 | CRYPT-X                                                         | Helen Gustafson и др.  | Queensland University of Technology |
| 4 | The pLab Project                                                | Peter Hellekalek       | University of Salzburg              |
| 5 | DIEHARD                                                         | George Marsaglia       | Florida State University            |
| 6 | Dieharder                                                       | Robert G. Brown        | Duke University                     |
| 7 | ENT                                                             | John Walker            | Autodesk, Inc.                      |
| 8 | The Art Of Computer Programming Vol. 2 Seminumerical Algorithms | Дональд Кнут           | Stanford University                 |
| 9 | Handbook of Applied Cryptography                                | Alfred Menezes и др.   | CRC Press, Inc.                     |

### Тесты DIEHARD
Тесты DIEHARD были разработаны Джорджем Марсальей в течение нескольких лет и впервые опубликованы на CD-ROM, посвящённом случайным числам. Они рассматриваются как один из наиболее строгих известных наборов тестов.

### Тесты Д. Кнута
Тесты Кнута основаны на статистическом критерии {\displaystyle \chi ^{2}}. Вычисляемое значение статистики {\displaystyle \chi ^{2}} сравнивается с табличными результатами, и в зависимости от вероятности появления такой статистики делается вывод о её качестве. Среди достоинств этих тестов — небольшое их количество и существование быстрых алгоритмов выполнения. Недостаток — неопределенность в трактовке результатов.
Вот краткое описание этих тестов:
- Проверка несцепленных серий. Последовательность разбивается на m непересекающихся серий и строится распределение {\displaystyle \chi ^{2}} для частот появления каждой возможной серии.
- Проверка интервалов. Данный тест проверяет равномерность распределения символов в исследуемой последовательности, анализируя длины подпоследовательностей, все элементы которых принадлежат определённому числовому интервалу.
- Проверка комбинаций. Последовательность разбивается на подпоследовательности определённой длины, и исследуются серии, состоящие из различных комбинаций чисел.
- Тест собирателя купонов. Пусть {\displaystyle \xi _{1},\xi _{2},\dots ,\xi _{n}} — последовательность длины n и размерности m. Исследуются подпоследовательности определённой длины, содержащие каждое m-разрядное число.
- Проверка перестановок. Данный тест проверяет равномерность распределения символов в исследуемой последовательности, анализируя взаимное расположение чисел в подпоследовательностях.
- Проверка на монотонность. Служит для определения равномерности исходя из анализа невозрастающих и неубывающих подпоследовательностей.
- Проверка корреляции. Данный тест проверяет взаимонезависимость элементов последовательности.

### Тесты NIST
Отличие этих тестов от других современных — открытость алгоритмов. Также среди достоинств — однозначная интерпретация результатов тестирования.
Таблица общих характеристик:
| №  | Название теста                              | Определяемый дефект |
| -- | ------------------------------------------- | --- |
| 1  | Частотный тест                              | Слишком много нулей или единиц |
| 2  | Проверка кумулятивных сумм                  | Слишком много нулей или единиц в начале последовательности |
| 3  | Проверка «дырок» в подпоследовательностях   | Отклонение в распределении последовательностей единиц |
| 4  | Проверка «дырок»                            | Большое (малое) число подпоследовательностей нулей и единиц свидетельствует, что колебание потока бит слишком быстрое (медленное)                                 |
| 5  | Проверка рангов матриц                      | Отклонение распределения рангов матриц от соответствующего распределения для истинно случайной последовательности, связанное с периодичностью последовательностей |
| 6  | Спектральный тест                           | Периодические свойства последовательности |
| 7  | Проверка непересекающихся шаблонов          | Непериодические шаблоны встречаются слишком часто |
| 8  | Проверка пересекающихся шаблонов            | Слишком часто встречаются m-битные последовательности единиц |
| 9  | Универсальный статистический тест Маурера   | Сжимаемость (регулярность) последовательности |
| 10 | Проверка случайных отклонений               | Отклонение от распределения числа появлений подпоследовательностей определённого вида                                                                             |
| 11 | Разновидность проверки случайных отклонений | Отклонение от распределения числа появлений подпоследовательностей определённого вида                                                                             |
| 12 | Проверка аппроксимированной энтропии        | Неравномерность распределения m-битных слов. Малые значения означают высокую повторяемость                                                                        |
| 13 | Проверка серий                              | Неравномерность распределения m-битных слов |
| 14 | Сжатие при помощи алгоритма Лемпела-Зива    | Большая сжимаемость, чем истинно случайная последовательность |
| 15 | Линейная сложность                          | Отклонение от распределения линейной сложности для конечной длины подстроки                                                                                       |

## Практические приложения
Генераторы случайных и псевдослучайных чисел являются связующим звеном в обеспечении информационной безопасности. В некотором смысле это жизненно важные строительные блоки криптографических алгоритмов и протоколов. Поскольку такие генераторы применяются во многих криптографических задачах, например формирование случайных параметров и ключей систем шифрования, то требования, предъявляемые к ним, оказываются достаточно высокими. В частности, одним из критериев абсолютно произвольной двоичной последовательности, получаемой на выходе генератора, является невозможность её предсказания в отсутствие какой-либо информации о данных, подаваемых на вход генератора. Поэтому на практике статистические тесты проводят для проверки случайного характера бинарной последовательности, формируемой генератором случайных или псевдослучайных чисел. Что в свою очередь позволяет выявить генераторы, заранее удовлетворяющие требованиям конкретной криптографической задачи.

### Конкурс AES
С целью утверждения нового стандарта шифрования Advanced Encryption Standard Национальный институт стандартов и технологий при поддержке правительства США провёл конкурс, в ходе которого были протестированы 15 претендовавших алгоритмов. Один из критериев, используемых при оценке алгоритмов, заключался в их пригодности в качестве генераторов случайных чисел. Проверка таких генераторов на предмет формирования случайных двоичных последовательностей с хорошими статистическими свойствами осуществлялась с помощью набора статистических тестов NIST.
В течение первого раунда AES тестирование проводилось с 128-битными ключами. Лишь 9 алгоритмов из 15 алгоритмов смогли пройти статистические тесты.
По результатам первого раунда 5 алгоритмов шифрования были выбраны в качестве финалистов AES: MARS, RC6, Rijndael, Serpent и Twofish. Во втором раунде конкурса AES оценка пригодности этих 5 алгоритмов в качестве генераторов случайных чисел проводилась на основе 192-битных и 256-битных ключей. Продолжительность статистических тестов NIST составила несколько месяцев, причем вычисления производились на многочисленных рабочих станциях Sun Ultra. Все данные формировались и обрабатывались в режиме онлайн. В результате второго раунда было показано, что каждый из пяти финалистов формирует случайную бинарную последовательность с хорошими статистическими свойствами и поэтому может быть использован в качестве генератора псевдослучайных чисел, причем имеется возможность использования ключей размерами: 128, 192 и 256 бит.